# José Trías
José Trías Solé (Barcelona, España, 16 de octubre de 1921 — 1 de mayo de 2005) fue un futbolista español. Se desempeñaba en posición de portero.

## Selección nacional
Fue internacional con la selección de fútbol de España en una ocasión el 16 de marzo de 1941, partido en el que España venció a la selección de fútbol de Portugal por 5-1.

## Clubes
| Club              | País   | Año       |
| ----------------- | ------ | --------- |
| R. C. D. Español  | España | 1939-1944 |
| Real Murcia C. F. | España | 1944-1945 |
| R. C. D. Español  | España | 1945-1953 |

## Palmarés

### Campeonatos nacionales
| Título                | Club             | País   | Año  |
| --------------------- | ---------------- | ------ | ---- |
| Copa del Generalísimo | R. C. D. Español | España | 1940 |